# Josef Schmitt (Politiker, 1921)
Josef Schmitt (* 28. Dezember 1921 in Lockweiler; † 19. März 1996 in Wadern) war ein deutscher Politiker (CDU).

## Leben
Nach dem Besuch der Volksschule und dem Abitur 1941 nahm Schmitt als Soldat am Zweiten Weltkrieg teil, zuletzt im Rang eines Leutnants. Später war er Hauptmann der Reserve bei der Bundeswehr. Seit 1947 hatte er eine Tätigkeit als selbständiger Kaufmann inne.
Schmitt trat zum 1. September 1939 in die NSDAP ein (Mitgliedsnummer 7.127.054). Nach 1945 war er Mitbegründer des CDU-Kreisverbands Wadern.
Schmitt wurde 1956 in den saarländischen Landtag gewählt, war dort von 1957 bis 1959 Vorsitzender der CDU-Fraktion und amtierte vom 3. Januar 1961 bis zum 31. Dezember 1965 als Landtagspräsident. Dem Deutschen Bundestag gehörte er von 1965 bis 1976 an. Im Parlament vertrat er den Wahlkreis Saarlouis.
Schmitt amtierte seit 1956 als Bürgermeister der Gemeinde Lockweiler. 1975 wurde er mit dem Saarländischen Verdienstorden ausgezeichnet.